# Беживоди
Беживоди (пол. Bieżywody) — село в Польщі, у гміні Чарноцин Пйотрковського повіту Лодзинського воєводства.
Населення — 96 осіб (2011).

## Демографія
Демографічна структура станом на 31 березня 2011 року:
|          | Загалом | Допрацездатний вік | Працездатний вік | Постпрацездатний вік |
| -------- | ------- | ------------------ | ---------------- | -------------------- |
| Чоловіки | 49      | 7                  | 35               | 7                    |
| Жінки    | 47      | 3                  | 29               | 15                   |
| Разом    | 96      | 10                 | 64               | 22                   |